# Campamento de Ain al-Hilweh
El campamento de Ain al-Hilweh (en árabe عين الحلوة; «Pozo de agua dulce»), también transcrito como Ein El Hilweh, es el mayor campo de refugiados palestinos en Líbano. Fue creado cerca de la ciudad de Sidón entre 1948 y 1949 para alojar a los refugiados palestinos que huían o habían sido expulsados de sus hogares por el ejército israelí, en un proceso conocido como la Nakba.
En el campamento están registrados 47 614 refugiados palestinos. La mayoría de ellos trabajan en el sector de la construcción, la limpieza o en talleres de bordado. Según UNRWA, la agencia de la ONU que se encarga de los refugiados palestinos, «las viviendas en el campamento son pequeñas y se encuentran muy cerca unas de otras. Algunas todavía tienen techos de chapa. (...) Un número de refugiados desplazados siguen viviendo en el borde del campo en condiciones de extrema pobreza».A ello se uno una importante actividad de grupos paramilitares en su interior que genera esporádicos estallidos de violencia, como el sucedido entre julio y agosto de 2023, que dejó once refugiados muertos.

## Geografía
El campamento propiamente dicho se sitúa a 3 km al sureste de Sidón y se solapa parcialmente con barrios de los municipios vecinos de Sidón al oeste, Darb al-Seem y Mieh Mieh al este. Según las fuentes, cubre una superficie de 1,5 km², si bien la propia UNRWA limita el territorio oficial a 0,321 km². Desde su fundación su población ha ido aumentando constantemente por la afluencia de refugiados de otras zonas debido al terremoto de 1956, la guerra civil libanesa, la guerra del Líbano de 1982, el cierre o destrucción de otros campamentos palestinos del Líbano como el de Nabatieh, Tel al-Zaatar o el vecino Mieh Mieh, la guerra civil siria, así como la llegada de grupos de población libanesa de muy bajos ingresos. Si bien el campamento no puede exceder los límites del territorio definido por la UNRWA, ha ido desbordándose creando barriadas limítrofes conocidas como las «áreas adyacentes» al campo, con el que conforman un conjunto estrechamente ligado: Sekke, Tawari, Baraksat, Bustan el Kods, Ouzo, Bustan Abu Jamil, Fadlo Wakim, Hay el Sohoun y Jabal el Halib.
Los apenas 48.000 residentes del campamento inicial han aumentado hasta 80.000 personas en 2017 según las Naciones Unidas, contando con las áreas adyacentes, e incluso 120 000 según estiman los oficiales del campamento.

## Historia
El campamento de Ain el-Hilweh fue fundado en 1948 en el contexto de la Nakba o éxodo palestino, en el que unos 700 000 palestinos (tres cuartas partes de la población) tuvieron que huir de sus hogares o fueron expulsados de los mismos por las tropas del naciente Estado de Israel. En concreto, los refugiados que acabaron asentándose en este campamento provenían de localidades al norte de Palestina como Amqa, Safuriya, Shaab, Taitaba, Manshieh, al-Simireh, Al-Nahr al-Sofsaf, Hitten, Ras al-Ahmar, y Al-Tarshiha Tiereh.El campamento pasó a estar gestionado por UNRWA a partir de 1952, tras lo que empezaron a sustituirse las tiendas de campaña por edificios de hormigón.
Durante las décadas siguientes, Ain al-Hilweh fue un punto de conflicto entre las fuerzas opuestas de la política libanesa. Los palestinos apoyaron la idea del panarabismo, un movimiento que se opuso a la independencia de Líbano, y por lo tanto al gobierno mezclado de cristianos, musulmanes, drusos, y demás grupos étnicos/religiosos.[cita requerida]

### Guerra del Líbano e invasión de Israel
En 1975 comenzó la guerra civil libanesa, que enfrentó a diversas milicias locales de creencias religiosas diferentes entre sí y que contó con la injerencia de países vecinos como Siria o Israel. En 1982, Israel invadió el Líbano y su ejército desembarcó al norte de Sidón después de haber luchado en los campamentos de refugiados alrededor de Tiro que resistieron días enteros, como Rashidieh o Burj al-Shamali. Los combatientes de Ain al-Hilweh detuvieron el ejército de Israel durante más de una semana, retrasando en dos días el avance general israelí. Grupos reducidos de combatientes armados con armas ligeras, esparcidos entre los edificios del campamento, atacaban el ejército obligándolo a retirarse por la noche. En el segundo día del ataque, ante su fracaso, los israelí propusieron una rendición que los palestinos rechazaron. Recurrieron entonces al bombardeo del campo con artillería convencional y armas incendiarias como napalm. La negativa de los defensores del campamento a someterse hizo que las fuerzas israelíes adoptaran una postura especialmente agresiva contra él durante la ocupación que siguió la guerra.

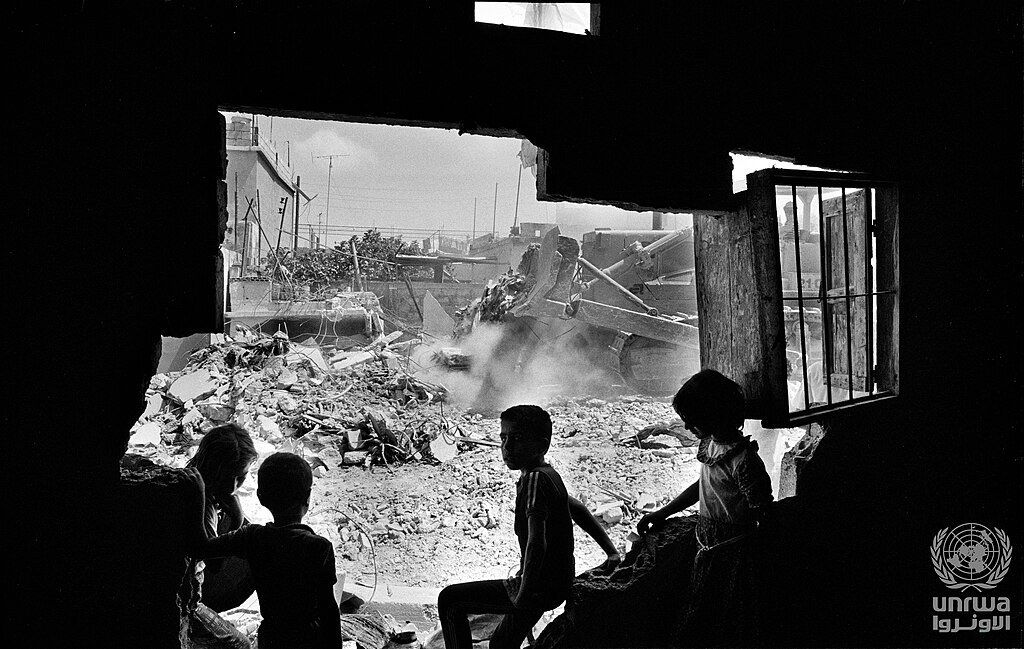
Niños palestinos observan mientras un buldózer israelí destruye viviendas en el campamento de Ain al-Hilweh durante la invasión de 1982.

Los bombardeos de la fuerza aérea israelí sobre Ain al-Hilweh arrasaron casi por completo el asentamiento que quedó prácticamente en ruinas a mediados de julio de 1982, y causaron numerosas bajas entre la población civil. Según testimonios recabados por la organización World Vision International, 8000 personas habrían muerto, pero la Cruz Roja estimó que fueron 1500. El ejército israelí declaró no poder dar cifras de bajas en el campo ya que no se incluían en las estadísticas que publicaban sobre el total de civiles muertos en el sur del Líbano.
La población del campamento había ido creciendo durante la guerra civil ante la llegada de muchos refugiados palestinos de otros campamentos libaneses, y en especial de los cercanos a Trípoli. Fue en aquellos años cuando se convirtió en el mayor campamento de refugiados del Líbano.
Los largos enfrentamientos en el campamento terminaron en una última defensa palestina en una mezquita que el ejército israelí voló. Según la versión del israelí Gil'ad Be'eri: 
«Los campos de refugiados fueron reforzados con carboneras y puestos de tiro. La defensa palestina en Ain al-Hilweh y demás campos de refugiados se basó en armas antitanques portátiles como la granada propulsada (RPG-7), y el ejército israelí no estaba preparado para aquel tipo de guerra, porque había sobre todo fuerzas blindadas que estaban preparadas para luchar en áreas abiertas. La zona urbana impidió utilizar armas de largo alcance, lo que creó una igualdad entre el tanque y las RPG (que frecuentemente son escogidas por jóvenes de 14), las que aumentaron el número de heridos israelíes. La resistencia interrumpió el avance rápido planeado por Beirut, y tomó ocho días que la resistencia fuese aplastada en Ain al-Hilweh. El método utilizado por el ejército fue exhortar con un altavoz a la población civil a huir, buscar en las casas una tras otra, cercar los puestos de resistencia activa que restaban, y dominarlos con fuego aplastante».

### Años noventa
En los años ochenta, durante la mayoría de los campos de refugiados en el Líbano habían sido dominados por grupos pro-sirios.[cita requerida] En los últimos años de la década, miembros del movimiento Fatah de Yasser Arafat fueron expulsados de otros campos y trasladados a Ain al-Hilweh. Después de tres días de luchas con militantes de la organización de Abu Nidal, los milicianos de Fatah triunfaron y se impusieron en el campamento. Sin embargo, en 1993, un grupo liderado por el coronel Mounir Makda y llamado Brigada 13 del Septiembre Negro, con el apoyo de Hezbolá, estableció su control sobre los miembros moderados de Fatah en el campamento. En 1998, cuando la Autoridad Nacional Palestina comenzó a financiar el campamento, Makda se unió con Fatah. Un tribunal libanés condenó al jefe de Fatah en el Líbano, Sultan Abu al-Aynan, por la «formación de una cuadrilla armada» y le condenó a muerte.

### SigloXXI
A comienzos del siglo XXI se desarrolló en el campamento un grupo islamista llamado Osbat al-Núr. El 17 de mayo de 2003, su líder, Abdullah Shraidi, fue herido en un tiroteo. Los milicianos de Osbat al-Nur comenzaron una serie de enfrentamientos en los que ocho personas murieron (seis de ellos, miembros de Fatah) y veinticinco resultaron heridas. Sharidi moriría como consecuencia de las heridas dos meses después, y Fatah acordó un alto el fuego con los fundamentalistas.

#### Detenciones de 2005
Cuatro miembros del Partido de Liberación Islámica fueron detenidos en julio de 2005 en el campo de refugiados de Ain al-Hilweh. Las autoridades libanesas declararon que el grupo tenía conexiones con Siria y había participado en atentados terroristas en varios países árabes. Fuentes palestinas dijeron que fue un movimiento del ejército libanés para desarmar a sus facciones, de acuerdo con el mandato de la resolución 1559 del Consejo de Seguridad de la ONU.

#### Violencia de 2023
Entre julio y agosto de 2023, se desarrollaron en el campamento una serie de enfrentamientos entre las distintas facciones palestinas. Todo comenzó el 25 de julio con el intento de asesinato de un miliciano llamado Mahmoud Khalil, en el que este salió ileso pero murió su compañero. Al día siguiente, un general de Fatah, Abu Ashraf al Armoushi, y tres de sus escoltas fueron asesinados por milicias islamistas en un aparcamiento. Los enfrentamientos entre estas milicias y los partidarios de Fatah duraron varios días y llevaron a la muerte de al menos once refugiados, mientras que otros cuarenta resultaron heridos. Dos soldados libaneses estacionados a las afueras del campamento también resultaron heridos leves. Tanto Fatah como Hamás condenaron los enfrentamientos.
La guerra de Gaza puso fin a los combates internos y a mediados de octubre de 2023 las milicias rivales lograron un acuerdo tácito para dejar las armas. Se han iniciado conversaciones con la mediación del Gobierno libanés, pero los habitantes de Ain el Hilweh temen que tras una futura tregua en la Franja de Gaza vuelva la violencia al campo.
Debido a que las fuerzas militares y la policía libanesa no pueden entrar al campo, Ain al-Hilweh ha sido a veces denominado como una "zona sin ley", dado que, según el acuerdo de El Cairo firmado en 1969, han dejado la seguridad a cargo del partido palestino Al-Fatah al igual que en los 12 campos de refugiados repartidos por todo el país. Aunque Líbano se retiró del acuerdo en 1987, las fuerzas de seguridad libanesas entran en los campos sólo para detener a personas concretas acusadas de terrorismo.

#### Conflicto entre Israel y Hezbolá en 2024
El 30 de septiembre de 2024, en el marco del conflicto entre Israel y Hezbolá, Israel bombardeó el campamento destruyendo cuatro edificios. Las fuerzas israelíes indicaron que el objetivo era Mounir Maqdah, jefe de las Brigadas de los Mártires de Al-Aqsa, que escapó del intento de asesinato. El ataque mató a seis personas, incluyendo al hijo de Maqdah y seis niños, e hirió a varias personas.

## Geografía humana
La UNRWA, que empezó a operar en el campamento en 1952, no lo gestiona ni lo administra pero presta muchos servicios esenciales en su recinto. Ofrece asistencia tanto a los refugiados palestinos tradicionalmente de Líbano como a los refugiados palestinos más recientes que proceden de Siria y que residen en el campamento o en las áreas adyacentes. Si bien su actividad se desarrolla dentro de los límites oficiales del campamento, les permite entrar para asistencia sanitaria, educación, y servicios sociales.

### Sanidad
La UNRWA tiene dos centros de salud de atención primaria dentro del campamento, que atienden una media de 500 y 1000 pacientes diarios. Tiene también una farmacia, un servicio de radiología, un centro de atención odontológica y un laboratorio de análisis para análisis esenciales. La UNRWA cubre además los costes de hospitalización de la mayoría de los refugiados, que no tienen seguro médico, mediante contratos anuales con hospitales libaneses privados y públicos, o con el hospital al-Hamshari, gestionado por la Media Luna Roja Palestina, en las afueras del campamento. Cuenta también con la colaboración de varias ONGs y asociaciones como Human Call, que gestiona el hospital Al-Nidaa dentro del campamento, y Médicos Sin Fronteras que ofrece servicios sanitarios en las áreas adyacentes.

### Educación
La UNRWA gestiona 8 centros de educación en el campamento, a los que acuden también refugiados de las áreas adyacentes: siete escuelas primarias y una secundaria. Atienden a casi 6000 niños, incluyendo más de 800 niños palestinos refugiados de Siria. En las afueras del campamento, para actividades infantiles complementarias, cuentan con la ayuda de organizaciones como Unicef, la Fundación Cultural Ghassan Kanafani (GKCF) y la asociación Najdeh. Cada escuela cuenta con un itinerario seguro de evacuación en caso de enfrentamientos violentos en el campamento.

### Condiciones de vida
La población de Ain al-Hilweh, como la de todos los campamentos palestinos de Líbano, se ve afectada por la acumulación de múltiples crisis que agravan su vulnerabilidad: restricciones a su derecho al trabajo y prohibición de adquirir propiedades, imposibilidad de acceder a la nacionalidad libanesa, hacinamiento, y colapso de la economía libanesa. Con la guerra civil siria, la situación ha sido agravada por la afluencia de numerosos refugiados palestinos de Siria, con un más alto nivel de pobreza, en un espacio masificado y con infraestructuras deficientes.

### Seguridad
La seguridad es uno de los grandes retos de Ain al-Hilweh, debido a la presencia de las diversas tendencias políticas palestinas: la Organización para la Liberación de Palestina (OLP), la Alianza de las Fuerzas Palestinas, conocida como Tahaluf y alineada con Siria, y facciones extremistas e islamistas. Todas compiten constantemente por asegurarse influencia y poder, una situación que genera un entorno tenso que deriva a menudo en episodios de violencia armada. Esta frecuente violencia perpetrada por un pequeño número de individuos, aliada a la amplia disponibilidad de armas, amenaza gravemente la seguridad de los habitantes, dificulta el acceso a los servicios de la UNRWA, impide que los niños vayan a la escuela y que los pacientes accedan a servicios sanitarios vitales. En esos períodos, se restringe la circulación de entrada y salida del campamento, lo que limita el acceso al empleo y a los servicios esenciales.
La seguridad corre a cargo de un comité de seguridad constituido por las propias facciones palestinas, y de una Fuerza Conjunta de Seguridad dirigida por Fatah e integrada por la mayoría de las facciones del campamento.
Desde 2016 un muro construido por el ejército libanés rodea el campamento, con torres de vigilancia y barreras de control electrónico en los puntos de entrada y salida. El motivo fue controlar y detener la entrada de extremistas y personas perseguidas por la policía, así como el tráfico de armas.